# Gränna landsförsamling
Gränna landsförsamling var en församling i Växjö stift i Småland. Församlingen uppgick 1963 i Gränna församling.
Församlingskyrka var Gränna kyrka. 

## Administrativ historik
Församlingen bildades 1652 då Gränna församling delades upp i denna och Gränna stadsförsamling. Från 1652 till 1963 var den annexförsamling i pastoratet Gränna stadsförsamling och Gränna landsförsamling, som 1962 utökades med Visingsö församling. År 1963 uppgick denna församling i Gränna stadsförsamling och namnbyte skedde till Gränna församling.